# Bajram Kán
Bajram Kán, Bairam Khan (?–1561) befolyásos kelet-anatóliai és azerbajdzsáni eredetű türkmén származású udvari nemes volt a Mogul Birodalomban, apja és nagyapja állt Bábur szolgálatába. Kiváló hadvezéri képességekkel rendelkezett, ő vezette Humájun csapatait, amikor az a száműzetés után visszaszerezte az India feletti uralmat. Humájun halála után régensként nagy szerepe volt abban, hogy Nagy Akbar át tudta venni a hatalmat. Sikerei és – a szunnita többségi udvarban – síita vallása miatt sok ellensége volt a nemesek és az uralkodó családja körében, végül az ő ármánykodásuk áldozata lett.

## Származása
Bajram Kán Badaksánban született a türkmén Karakojunlu törzs Baharlu klánjába. A Karakojunlu uralta évtizedekig Nyugat-Perzsiát, amíg riválisuk, az ugyancsak türkmén Akkojunlu törzs, s végül a szafavidák fölébük nem kerekedtek.

## Tevékenysége
1540-ben Sér Sáh Szúri (vagy Sír Kán) elűzte Humájunt és a Mogul Birodalom helyén saját államát hozta létre Delhi központtal. Humájunnal együtt Bajrám is elmenekült. 1545-ben meghalt Sér Sáh Szúri, 1554-ben pedig fia Iszlám Sáh, az ezután következő trónharcok miatt lehetőség nyílt arra, hogy a perzsa Tahmászp sah – akihez Humájun végül menekült – beavatkozzon az ügyekbe. Segítségével Humájun sereget állított, aminek vezetésével Bajramot bízta meg. Bajram akadály nélkül áthaladt Pandzsábon, egyetlen nagyobb csatát kellett csak vívnia Szikander Szúrival Szirhindnél. Humájun 1555-ben ismét visszaszerezte indiai területeit és az indiai Mogul Birodalom uralkodója lett.
Humájun halálát, mint régens, egy ideig titokban tartotta Bajram Kán, hogy előkészíthesse Akbar hatalomra jutását, akit a pandzsábi Kalanaurban koronáztak sáhinsáhhá (királyok királya azaz császár). Ezután nagy katonai tehetséggel vezette Akbar hadseregét, hogy leverje a Szúri-dinasztia tagjait és Hemut, ill. Akbar első hódító hadjárataiban is része volt.
Bajramot sok támadás érte vallása miatt. A mogul udvarban többségi szunnita helyett ő a síita irányzat híve volt. A kritikák dacára a szintén síita Gadai-t tette meg a birodalom főadminisztrátorává. Emellé Akbarét is meghaladó fényűző életet élt. Mindezekkel sok ellenséget szerzett, az egyik legnagyobb közülük Akbar dajkája, Maham Anga, akinek fia Adham Kán így Akbar tejtestvére volt.

## Halála és öröksége
1560 márciusában Maham Anga Agrából Delhibe hívta Akbart  és ott társaival együtt Bajram ellen szervezkedtek. Rávették Akbart, hogy küldje Bajramot mekkai zarándoklatra, és vegye át a birodalom irányítását, mivel már nagykorú. Bajramot sokkolták a Delhiből jövő hírek, de a kapott tanácsok ellenére lojális maradt Akbarhoz és nem vonult Delhibe, hogy "megmentse" Akbart. Elindult Mekka felé, de hamarosan elérte őt az Adham Kán által Akbar jóváhagyásával küldött hadsereg, hogy őt a birodalom határain kívülre kísérje. Ez már sok volt Bajramnak és rátámadt a hadseregre. Elfogták és Akbar elé kísérték. Maham Anga sürgette Akbart, hogy végeztesse ki Bajramot, de ő ezt elutasította és vállalta, hogy finanszírozza Bajram zarándoklatát. Bajram újra elindult, de mielőtt a gudzsaráti kikötővárosba, Khambhatba ért volna, egy pastu, Mubarak Kán Lohani – akinek apja öt évvel azelőtt meghalt egy Bajram által vívott csatában – a gudzsaráti Patanban meggyilkolta 1561. január 31-én.
Bajram Kán nemcsak a kardnak, hanem a tollnak is mestere volt. Egy kis díván maradt utána perzsa, csagatáj és török versekkel.
Fia, Abdul Rahim Khan-I-Khana fordította a Babumamát csagatájról perzsára.